# Sexton Blake and the Bearded Doctor
Sexton Blake and the Bearded Doctor (lit. em português: Sexton Blake e o Doutor Barbudo) é um filme de mistério britânico de 1935, dirigido por George A. Cooper e estrelado por George Curzon, Henry Oscar e Tony Sympson. É baseado no romance The Blazing Launch Murder de Rex Hardinge.
Sexton Blake expõe a morte de uma famoso violinista como assassinato.

## Elenco
- George Curzon - Sexton Blake
- Henry Oscar - Doutor Gibbs
- Tony Sympson
- Gillian Maude - Janet
- Philip Ray - Jim Cameron
- John Turnbull - Inspetor Negrini
- Edward Dignon - Hawkins
- James Knight
- Donald Wolfit - Percy